# Dendrobium stictanthum
Dendrobium stictanthum är en orkidéart som beskrevs av Rudolf Schlechter. Dendrobium stictanthum ingår i släktet Dendrobium, och familjen orkidéer. Inga underarter finns listade i Catalogue of Life.